# Wu (Deset říší)
Říše Wu (čínsky pchin-jinem Wú, znaky zjednodušené 吴, tradiční 吳) byl v letech 907–937 jeden z jihočínských států období Pěti dynastií a deseti říší. Rozkládal se v oblasti dolního toku Jang-c’-ťiang, zahrnoval moderní provincii Ťiang-su a části provincií Ťiang-si, An-chuej a Chu-pej. Vznikl roku 907, když Jang Wo, ovládající zmíněný region, odmítl uznat svržení posledního císaře říše Tchang a nástup říše Pozdní Liang v severní Číně. Faktickou moc ve státě držel generál Sü Wen a po něm jeho adoptivní syn Sü Č’-kao, který roku 937 svrhl posledního panovníka z rodu Jang a prohlásil se císařem státu Čchi (roku 939 přejmenovaného na (Jižní) Tchang.

## Historie
Ke konci říše Tchang autorita její vlády klesala a povstání Chuang Čchaoa v letech 874–884 ještě více oslabilo moc ústředních úřadů. V následujících desetiletích regionální vojenští guvernéři ťie-tu-š’ spravovali svěřená území prakticky nezávisle.
Oblast dolního dolního toku Jang-c’-ťiang ovládal Kao Pchien, od roku 879 ťie-tu-š’ Chuaj-nanu se sídlem v Kuang-lingu (dnešní Jang-čou), nedokázal však udržet regionální stabilitu a roku 887 prohrál v bojích s konkurenty a zahynul. Z nastalých bojů o moc vyšel vítězně vojevůdce Jang Sing-mi, začínající jako vůdce jedné z mnoha malých lupičských band. Roku 892 Jang Sing-miho pozici uznala tchangská vláda udělením titulu ťie-tu-š’ Chuaj-nanu. Roku 902 navíc obdržel titul knížete z Wu (吳王). Jang Sing-mi uhájil a rozšířil svá území v bojích s Ču Wenem ovládajícím většinu severní Číny, Čchien Liouem, kontrolujícím dnešní Če-ťiang, jihovýchodně od domény Jang Sing-miho a dalšími menšími regionálními pány. Území Wu pak zahrnovalo střed a jih moderní provincie An-chuej, střední a jižní část Ťiang-si, východ Chu-peje a většinu provincie Ťiang-su (jejíž dobývání se protáhlo do roku 618). Hlavním městem panství bylo Kuang-ling.
Jang Sing-mi roku 905 zemřel, jeho syn a nástupce Jang Wo neuznal Ču Wenův převrat roku 907, kterým byl svržen poslední císař říše Tchang a na místě tchangského státu založena říše Pozdní Liang. Od roku 907 tak Jang Wo stál v čele zcela nezávislého království Wu. Jang Wo závisel na vlivných generálech svého otce, především Sü Wenovi a Čang Chaovi, když se začal vymykat jejich vlivu, zavraždili ho a na trůn dosadili jeho mladšího bratra Jang Lung-jena. Sü Wen poté zabil i Čang Chaoa a fakticky vládl státu Wu ze svého sídla v Ťin-lingu (dnešní Nanking). Loutkového panovníka Jang Lung-jena a každodenní provoz vlády v hlavním městě kontroloval Sü Wenův syn Sü Č’-sün a po jeho zavraždění znepřáteleným dvořanem roku 618 Sü Wenův adoptivní syn Sü Č’-kao.
S utichnutím bojů, v nichž vznikl stát Wu, a stabilizací politické situace se pod vedením Sü Wena i Sü Č’-kaoa jeho původně vojenská správa posouvala k civilnějšímu rázu, namísto důstojníků získali váhu konfuciánští úředníci a roku 909 byly obnoveny úřednické zkoušky, jako v prvním post-tchangském státu.
Jang Lung-jen roku 620 onemocněl a zemřel, Sü Wen na trůn dosadil jeho mladšího bratra Jang Pchua. Roku 927 Sü Wen zemřel a jeho postavení v říši převzal Sü Č’-kao, který koncem téhož roku nechal Jang Pchua povýšit na císaře. Po čtyřech letech, v nichž nahradil staré stoupence Sü Wena spolehlivě loajálními hodnostáři, po Sü Wenově vzoru přesídlil do Ťin-lingu a dění v hlavním městě ponechal pod řízením svého syna, Sü Ťing-tchunga. Roku 937 se Sü Č’-kao rozhodl převzít moc i formálně, sesadil Jang Pchua, prohlásil se císařem a stát přejmenoval na Čchi. Po dvou letech se rozhodl využít prestiže zaniklé tchangské říše a přisvojit si nárok na její dědictví; stát přejmenoval na Tchang (kvůli odlišení od svého vzoru je historiky nazýván Jižní Tchang) a sám se prohlásil za potomka tchangských císařů a změnil si jméno na Li Pien.

## Panovníci
| Jméno                                   | Jméno       | Jméno                                                                | Portrét | Narození Úmrtí | Vláda   | Éra vlády                                                                                         |
| posmrtné                                | chrámové    | příjmení a osobní jméno                                              | Portrét | Narození Úmrtí | Vláda   | Éra vlády                                                                                         |
| --------------------------------------- | ----------- | -------------------------------------------------------------------- | ------- | -------------- | ------- | ------------------------------------------------------------------------------------------------- |
| Ťing-wang (景王) později Ťing-ti (景帝) | Lie-cu 烈祖 | Jang Wo 楊渥                                                         |         | 886–908        | 907–908 | –                                                                                                 |
| Süan-wang (宣王) později Süan-ti (宣帝) | Kao-cu 高祖 | Jang Lung-jen (楊隆演) původně Jang Jing (楊瀛), pak Jang Wej (楊渭) |         | 897–920        | 908–920 | Wu-i (武義, 919–920)                                                                              |
| Žuej-chuang-ti 睿皇帝                   |             | Jang Pchu 楊溥                                                       |         | 900–939        | 920–937 | Šu-i (順義, 921–926) Čchien-čen (乾貞, 927–928) Ta-che (大和, 929–934) Tchien-cuo (天祚, 935–937) |
| 1.                                      |             |                                                                      |         |                |         |                                                                                                   |